# Dias & Riedweg
Dias & Riedweg (gegründet 1993) ist eine künstlerische Produktionsgemeinschaft, bestehend aus Walter Riedweg (* 1955 in Kriens) und Mauricio Dias (* 1964 in Rio de Janeiro). Sie arbeiten im Bereich Installation, Video, Performance, Aktionskunst und Kunst im öffentlichen Raum.

„Dias & Riedweg realisieren seit 1993 interdisziplinäre Kunstprojekte im öffentlichen Raum, in denen sie eine interaktive Kunstpraxis entwickeln, welche ethische und ästhetische Fragen miteinander verknüpft.“

Die Arbeiten von Maurício Dias und Walter Riedweg sind vor dem Hintergrund der New Genre Public Art zu betrachten. Kunst im öffentlichen Interesse (oder New Genre Public Art) sind oft temporäre städtische Projekte, die sich stärker mit sozialen Themen als mit der baulichen Umgebung befassen. Die Themen sind häufig marginalisierte soziale Gruppen, zum Beispiel Obdachlose, misshandelte Frauen, innerstädtische Jugendliche, AIDS-Patienten und -Patientinnen und ehemalige Strafgefangene.
2007 stellten Dias & Riedweg die Videoinstallation Voracidad Máxima/Maximale Gier auf der documenta 12 in Kassel aus. Für dieses Projekt befragten die beiden Künstler Chaperos, männliche Sexarbeiter mit Migrationshintergrund, die in der Schwulenszene von Barcelona aktiv sind. Die Interviewten, die ihre Identität hinter Gummimasken mit den Zügen des sie interviewenden Künstlers verbergen, erzählen von ihren Erlebnissen mit Kunden und ihrer finanziellen Situation.
Eine weitere bekannte Arbeit von Dias & Riedweg ist das Langzeitprojekt Devotionalia (1994–1997), für das die beiden Künstler in achtzehn Favelas von Rio de Janeiro mit sechshundert Strassenkindern gearbeitet haben. Der Film zeigt, wie die Kinder Wachsabgüsse ihrer Hände und Füsse herstellen, während sie zu ihrem Leben befragt werden und einen Wunsch äussern dürfen.